# NGC 643A
NGC 643A is een open sterrenhoop in het uiterste zuidoostelijke gedeelte van de Kleine Magelhaense wolk, in het sterrenbeeld Kleine Waterslang. Het hemelobject ligt in de buurt van NGC 643, NGC 643B en NGC 643C.

## Synoniemen
- ESO 29-SC44